# Comté de Clinton (New York)
Pour les articles homonymes, voir Comté de Clinton.
Le comté de Clinton est un comté de l'État de New York, aux États-Unis. Ce comté est limitrophe de la province canadienne de Québec. Selon le recensement de 2020, sa population est de 79 843 habitants.

## Géographie
La limite nord du comté sert de frontière entre le Canada et les États-Unis.

### Comtés adjacents
- Comté de Franklin, à l'ouest
- Comté d'Essex, au sud-ouest
- Comté de Chittenden (Vermont), au sud-est
- Comté de Grand Isle (Vermont), à l'est

## Population
La population du comté s'élève à 79 843 habitants au recensement de 2020.
| Groupe                           | Comté de Clinton | New York | États-Unis |
| -------------------------------- | ---------------- | -------- | ---------- |
| Blancs                           | 88               | 57,6     | 75,3       |
| Hispaniques et Latino-Américains | 3,6              | 20,4     | 19,5       |
| Afro-Américains                  | 4                | 15,4     | 13,7       |
| Métis                            | 5,4              | 9,1      | 2,9        |
| Autres                           | 1,3              | 11       | 6,4        |
| Asiatiques                       | 1,2              | 9,9      | 6,4        |
| Amérindiens                      | 0,3              | 0,7      | 1,3        |
| Total                            | 100              | 100      | 100        |